# Skoki do wody na Mistrzostwach Świata w Pływaniu 2024 – wieża 10 m synchronicznie mężczyzn
Wieża 10 m synchronicznie mężczyzn – jedna z konkurencji rozgrywanych w ramach skoków do wody, podczas mistrzostw świata w pływaniu w 2024. Zawody w tej konkurencji rozegrano 8 lutego, udział w nich brały 22 duety.
Zwycięzcami konkurencji okazali się reprezentanci Chin Lian Junjie i Yang Hao. Drugą pozycję zajęli zawodnicy z Wielkiej Brytanii Tom Daley i Noah Williams, trzecią zaś reprezentujący Ukrainę Kirill Boluch i Ołeksij Sereda.

## Wyniki
| Miejsce | Zawodnicy                                     | Państwo           | Wynik  |
| ------- | --------------------------------------------- | ----------------- | ------ |
| 01 !    | Lian Junjie Yang Hao                          | Chiny             | 470,76 |
| 02 !    | Tom Daley Noah Williams                       | Wielka Brytania   | 422,37 |
| 03 !    | Kirill Boluch Ołeksij Sereda                  | Ukraina           | 406,47 |
| 4.      | Kevin Berlín Randal Willars                   | Meksyk            | 390,87 |
| 5.      | Rylan Wiens Nathan Zsombor-Murray             | Kanada            | 388,20 |
| 6.      | Domonic Bedggood Cassiel Rousseau             | Australia         | 384,15 |
| 7.      | Timo Barthel Jaden Eikermann                  | Niemcy            | 373,71 |
| 8.      | Im Yong-myong Ko Che-won                      | Korea Północna    | 372,96 |
| 9.      | Bertrand Rhodict Lises Enrique Harold         | Malezja           | 355,71 |
| 10.     | Andreas Sargent Larsen Eduard Timbretti Gugiu | Włochy            | 351,06 |
| 11.     | Kim Yeong-taek Shin Jung-whi                  | Korea Południowa  | 344,70 |
| 12.     | Filip Jachim Robert Łukaszewicz               | Polska            | 338,82 |
| 13.     | Carlos Camacho Max Liñán                      | Hiszpania         | 332,88 |
| 14.     | Joshua Hedberg Carson Tyler                   | Stany Zjednoczone | 324,51 |
| 15.     | Alejandro Solarte Sebastián Villa             | Kolumbia          | 324,27 |
| 16.     | Reo Nishida Shuta Yamada                      | Japonia           | 319,98 |
| 17.     | Anton Knoll Dariush Lotfi                     | Austria           | 310,38 |
| 18.     | Andriyan Adityo Restu Putra                   | Indonezja         | 306,96 |
| 19.     | Gary Hunt Loïs Szymczak                       | Francja           | 295,83 |
| 20.     | Amo Lee Luke Sipkes                           | Nowa Zelandia     | 269,64 |
| 21.     | Armen Enokjan Marat Grigorjan                 | Armenia           | 225,12 |
| 22.     | He Heung Wing Zhang Hoi                       | Makau             | 202,20 |